# Hotchkiss 866
La 866 era un'autovettura di fascia alta prodotta dal 1946 al 1950 dalla Casa automobilistica franco-statunitense Hotchkiss.

## Breve profilo
In pratica la 866 non era che un lieve aggiornamento della Hotchkiss 686, facente parte della Serie 600, ed a sua volta aggiornamento della Hotchkiss 620. Niente di nuovo quindi rispetto alle due vetture che l'hanno preceduta: la 866 montava un motore a 6 cilindri in linea da 3485 cm³, in grado di erogare 125 CV di potenza massima e di spingere la vettura fino a sfiorare i 140 km/h di velocità massima.

Fu tolta di produzione nel 1950 e fu sostituita sia dalla 2050 che dalla Anjou 3.5.